# Кальдони, Виттория
Витто́рия Ка́ндида Ро́за Кальдо́ни (итал. Vittoria Candida Rosa Caldoni, 1805 — после 1876, в замужестве Ла́пченко, Lapčenko) — итальянская натурщица, позировавшая множеству академических художников в 1820—1830-е годы. Её образ запечатлён более чем на 100 полотнах и скульптурах, в основном немецких живописцев и ваятелей из круга братства назарейцев и русских художников-академистов, за одного из которых — Григория Лапченко — она вышла замуж. В 1839 году переехала с мужем в Россию, где жила до кончины. До начала XX века образ В. Кальдони представал в европейском изобразительном искусстве, литературе и эстетической критике как архетипический облик итальянской женщины и даже воплощение идеальной красоты, которую невозможно адекватно передать средствами искусства.

## Биография

### До 1830-х годов
Виттория Кальдони происходила из многодетной семьи бедного виноградаря Антонио Кальдони, жившего в окрестностях Рима. В 15-летнем возрасте её встретил дипломат и коллекционер искусства Август Кестнер и представил графине фон Реден — супруге прусского посла в Риме. Став её камеристкой, своей внешностью и манерами Виттория произвела впечатление на бывавших в доме посла художников и сделалась постоянной натурщицей. До 1824 года семейство Кальдони периодически жило в Риме, на Вилле Мальта: в те времена католическая церковь не одобряла занятия натурщиц, и родственники старались, чтобы о круге общения Виттории не стало известно в родных местах. Со временем отношение изменилось, а родители поняли, что дочь приносит семейству большой доход, не нанося урона чести. Покровители же научили Витторию читать и писать и привили ей определённые азы культуры. Чтобы девушка «не сбилась с пути», Кестнер и Реден купили родителям Виттории дом в родном Альбано-Лациале, где часто гостили художники, там же они писали свою натурщицу; покровители передали родителям Виттории большую сумму денег, чтобы дочь не занималась позированием профессионально. Виттория Кальдони была известна скромностью, отвергала все предложения руки и сердца — в том числе от «открывшего» её Кестнера — и отказывалась позировать обнажённой. Она также отказывалась брать деньги за сеансы, которые проходили под надзором её матери; для заработков она занималась рукоделием. Немецкие романтики обычно изображали Витторию в облике крестьянки или в обстановке позднего Средневековья и Ренессанса, а также в религиозных сюжетах. Её писали Орас Верне, Фридрих Овербек, Франц Винтерхальтер и многие другие, ваяли Бертель Торвальдсен и Рудольф Шадов.
Степан Шевырев, посещавший Альбано в июне 1830 года, оставил восторженное описание:

…Встретил славную Витторию и узнал её по портрету Верне, который имеет сходство, но ниже оригинала. <…> Какою дугою обведены брови! — Радуга не так правильна. Римский нос без холма, которым на портрете подарил её художник, грациозно очерченный; глаза серые, но огненные, с длинными ресницами; рост маленький; костюм сельский. Она гуляла с своею сестрою. Артисты вились около идеала красоты: она так скромно, так мило с ними говорила, без кокетства, как бы зная инстинктом, что они любят в ней не продажную красоту, не минутное наслаждение, а идеальное; что они любят её, как артисты. Я видел, как она поклонилась патриарху здешних художников, седовласому Торвальдсену и говорила с ним. Она с такою нежною улыбкой смотрела на старика, что в этом было что-то умилительное.— Шевырев С. П. Итальянские впечатления. СПб., 2006. С. 453—454
Вокруг Виттории Кальдони в 1820—1830-е годы сложился определённый «культ», поддерживаемый немецкими романтиками и русскими академистами. В каталоге, представленном в диссертации А. Гольд (2009), указано 130 произведений, созданных немецкими, датскими и русскими художниками и скульпторами, при этом следует иметь в виду, что большинство русских портретов В. Кальдони до сих пор не отождествлены. Про мнению Р. Джулиани — исследовательницы личности и образа В. Кальдони в культуре, «Альбанская красавица была настолько известна, что слава её долетела до самого Гёте, её портреты собирал Людвиг I Баварский. Сын Гёте, Август, внезапно скончавшийся через несколько дней после приезда в Рим (1830), успел увидеть знаменитую натурщицу». Больше всего портретов Виттории маслом и в графике оставил Юлиус Шнорр фон Карольсфельд, стремившийся как можно точнее воспроизвести её внешность, и для которого эта задача превратилась в своего рода одержимость. Несколько портретов исполнил в 1820—1821 годах Т. Ребениц, причём он периодически возвращался к образу Виттории в 1840-е и далее — в 1860-м году написал большой её портрет маслом по старым наброскам.
Четыре изображения Виттории хранились в коллекции баварского короля Людвига I. Помимо полотна Овербека, около 1825 года он приобрёл две скульптурные головы, изваянные Рудольфом Шадовом и Эмилем Вольфом. Несколько позже король заказал Августу Риделю портрет Виттории в полный рост в вечернем туалете. Хранящийся в «Галерее красавиц» риделевский портрет альбанской крестьянки в традиционном костюме написан с другой натурщицы — Феличетты Берарди.
- Портреты Виттории Кальдони
- И. Шаповалов, 1851
- Т. Ребениц, 1821
- А. Ридель, 1851
- Шнорр фон Карольсфельд, 1822

Немецкие романтики стремились представить В. Кальдони как образ небесной красоты, очистив её облик от «земного несовершенства». По-видимому, за этим крылись проблемы объективного характера: ещё А. Кестнер утверждал, что ни один портрет Виттории не похож на другой. По Р. Джулиани такое разнообразие объяснимо с точки зрения психологии, поскольку любой живописный портрет в определённой степени является автопортретом. Отсюда возникает вопрос, какое из изображений наиболее адекватно передавало её внешность. Тот же Кестнер утверждал, что это были скульптурные бюсты второстепенных римских ваятелей Пьетро Тенерани и Раймондо Трентанове.

### Виттория Кальдони и русские художники
В начале 1831 года в Альбано прибыли двое русских художников, находившихся в пенсионерской поездке: Александр Иванов и Григорий Лапченко. Поездку Иванова оплачивало Общество поощрения художников, Лапченко ехал за счёт графа М. С. Воронцова, чьим крепостным, предположительно, являлся. В те времена крепостные составляли значительный процент учеников петербургской Академии художеств, немало их было и в римской художественной колонии. Художники подружились, оказывали друг другу моральную поддержку и снимали соседние мастерские в центре Рима. Прибыв в Альбано, они остановились прямо в доме семейства Кальдони и быстро нашли общий язык с Витторией. По словам Р. Джулиани, они вели себя «проще и более по-свойски, чем немцы». Когда именно произошло знакомство, точно не известно; во всяком случае, в письмах Иванова сёстрам лета 1831 года Виттория упоминается не единожды, но явно в контексте, что раньше о ней уже рассказывалось.
После летних штудий 1831 года в Альбано Иванов уехал в путешествие по Италии, а Лапченко остался. Он задумал картину на традиционный академический сюжет «Сусанна, застигнутая старцами», бывший чрезвычайно популярным в русской культуре. Набросок на ту же тему сделал и Иванов, но был раскритикован наставником — Винченцо Камуччини — и больше к этому сюжету не возвращался. 26-летняя Виттория Кальдони впервые в своей жизни согласилась позировать для Лапченко обнажённой, и уже 10 октября 1831 года Григорий Игнатьевич сообщал в отчёте Академии художеств, что закончил картину. Полотно было перевезено в Петербург и экспонировано на большой выставке Академии, открывшейся в октябре 1833 года. Композиция строго следовала академическому канону, поэтому тело было исполнено «скульптурно», причём художник позволил себе определённый эротизм, допустимый в тогдашнем русском искусстве. В то же время поза была несколько неестественной, суховато написанной, а растения за спиной натурщицы «казались выкованными из металла». Петербургскому учителю Лапченко — академику Иванову — картина не понравилась. Сыну он писал, что Лапченко представил публике не библейскую Сусанну, а «какую-то натурщицу, поставленную им в позицию, чтоб прельщать зрителя». Однако, осудив композицию с моральной точки зрения, он отметил удачные художественные находки, прежде всего — контраст затенённой части полотна, белой рубашки и переходных между ними тонов обнажённого тела; Сусанна получилась объёмной, как бы выходящей за пределы картины. Император Николай I, посетивший выставку, приказал перевесить картину в другой зал, чтобы не создавать ажиотаж у публики.
В письмах Иванова от 1833 года упоминается, что Лапченко написал отдельный портрет Виттории. Существует предположение, что он сохранился в Риме, во всяком случае, композиция его напоминает «Утро» К. Брюллова, присутствуют и технические решения, например, металлический оттенок красок, присущие именно Г. Лапченко. В тот же период к изображению В. Кальдони — «прекрасной виноградарши из Альбано» — обратился и сам А. Иванов. Она позировала ему для картины «Явление Христа Марии Магдалине после воскресения». Одним из наиболее своеобразных преломлений образа В. Кальдони в живописи Иванова стала его картина «Аполлон, Гиацинт и Кипарис, занимающиеся музыкой и пением». По мнению ряда исследователей, в юношеском образе Кипариса представлены шея, овал лица, нос и брови, а также манера опускать взор, присущие именно Виттории. Далее он попытался создать полноценный портрет знаменитой натурщицы, к которому исполнил несколько графических эскизов; некоторые из них рассматриваются как самостоятельные произведения. Законченный портрет ныне находится в Русском музее. Композиция его проста и чётка, главной доминантой является овал лица, который обрамлён простой причёской и шалью на плечах; сиреневая лента в волосах перекликается по тону с фоном картины, отблескам на шали соответствуют голубоватые блики на иссиня-чёрных волосах. По Р. Джулиани, портрет Иванова «лишён тёплого чувства»; возможно, художник-аскет робел перед натурщицей и её славой. Впрочем, в одном из писем он утверждал, что ему не хватит умения должным образом запечатлеть Витторию. Весной 1834 года Иванов писал Лапченко, что собирается писать Витторию в образе Богоматери Всех Скорбящих. В том же письме впервые встречаются упоминания о том, что отношения модели В. Кальдони и художника Г. Лапченко явно переросли в нечто большее. Иванов писал: «Если бы ты мне решительно объявил, что она твоя суженая, то тогда бы я столь же глубокое уважение к ней имел, как и к тебе». М. Алпатов, основываясь на некоторых намёках, представленных в письмах, утверждал, что Иванов также был влюблён в Витторию.

### Замужество. Жизнь в России
Отношения В. Кальдони и Г. Лапченко вызвали своего рода ажиотаж в римской художественной среде — до того модель не отвечала на чувства художников. Беспокоился и А. Иванов, которому казалось, что друг окончательно отойдёт от работы. К тому времени относится начало болезни Г. Лапченко, по-видимому, это была дистрофия сетчатки. Зрение сильно ослабело, что сказалось на качестве живописной работы, которую он не бросал ни при каких обстоятельствах. Из-за этого сильно затянулась работа над картиной «Портрет римской крестьянки» («Женщина с хлебной корзиной»), по-видимому, также изображавшей Витторию. В конце концов незаконченная картина была представлена цесаревичу Александру Николаевичу во время его визита в Рим в 1839 году. Хотя картина была куплена «по щедрой цене», никаких следов её не обнаружено.
Браки между итальянскими натурщицами и иностранными художниками (в том числе русскими) в тот период не были редкостью, но обязательно предполагали смену конфессии. Орест Кипренский, чтобы жениться на Анне-Марии Фалькуччи, был вынужден перейти в католичество, поскольку браки православных и католиков в Папском государстве были запрещены. Таким же образом перешёл в католицизм крепостной художник графа Демидова Дмитриев, за что хозяин лишил его содержания. Вопрос о перемене вероисповедания супругов Лапченко остаётся неразрешимым. В анкете для материалов к своей биографии, заполненной в 1869 году, Лапченко утверждал, что женился 29 сентября 1839 года, причём ни он, ни Виттория Кальдони не меняли вероисповедания. А. Гольд в своей диссертации, напротив, писала, что В. Кальдони перешла в православие. Место их бракосочетания неизвестно, но, во всяком случае, не в Альбано, поскольку в приходских книгах этого города не осталось никаких записей. Существует также версия, что они тайно поженились в Италии (например, в русской церкви при посольстве), а затем узаконили отношения и в России, где не требовалось разрешения на брак между католиками и православными, а обряд, проведённый православным священником, имел определённый вес в практических делах.
Весной 1839 года супруги, судя по косвенным данным, находились уже в России. Художник переписал своё имущество на Витторию, считая это хорошим вложением капитала. Перед отъездом он купил виноградник, для чего взял деньги в долг у сестры Виттории — Клементины; распоряжаться итальянской недвижимостью и долгами он поручил Иванову и даже просил его писать в Россию только по-итальянски, чтобы Виттория могла понимать написанное без перевода. Письма Иванова, по сути, основной источник, позволяющий построить связную картину жизни супругов Лапченко в России.
В 1841 (возможно, в 1843) году родился их единственный сын Сергей. В 1841—1842 годах, Лапченко, находясь в сложном финансовом положении и страдая от болезни, подал прошение о присвоении звания академика живописи за картину «Сусанна, застигнутая старцами», которого был удостоен. Полотно было приобретено Академией художеств. Не лучшим было положение родителей Виттории: судя по письмам Иванова, виноградник не приносил дохода, и ему пришлось поддерживать материально родственников друга; он же советовал Лапченко вернуться в Италию, что так никогда и не осуществилось. В 1846 году скончался отец Виттории — Антонио Кальдони.
Материальное положение супругов Лапченко в 1840-х годах сильно улучшилось, но это сопровождалось постоянными переездами с одного места службы на другое. Последний портрет В. Кальдони с натуры был написан Анной-Сусанной Фриз около 1850 года в Дрездене. А. Кестнер утверждал, что их странствия начались с Ревеля. Судя по письмам Иванову, 10-летний сын — Сергей Лапченко — пошёл в гимназию в Киеве. После кончины А. Иванова в 1858 году резко сокращается круг источников, доступных для изучения жизни Г. Лапченко и В. Кальдони. Глава семьи пытался заниматься живописью, но слабое зрение уже не позволяло справляться с техническим исполнением. В 1868 году супруги переехали в Динабург, где их сын преподавал в местной гимназии, с этого времени в материальном плане они всецело зависели от Сергея Григорьевича и его переездов; ещё в 1866 году у него родился сын Платон — внук Григория и Виттории Лапченко. С 1871 года семейство Лапченко перебралось в Петербург. В конце жизни Лапченко получил классное звание, которое приравнивало его к чину IX класса. К 1870-м годах относятся несколько сохранившихся фотографий В. Кальдони, по свидетельству Р. Джулиани, она сохранила немало следов былой красоты; волосы не поседели. Глава семьи скончался в 1876 году в нищете; после его кончины Виттория прожила довольно долго. В 1885 году был начат фотоальбом семейства Лапченко, который является одним из немногих сохранившихся свидетельств (находится в архивах Русского музея). Время кончины В. Кальдони-Лапченко неизвестно, во всяком случае, это произошло не позднее 1890 года. В списках умерших приходского архива её имя не значилось.

## В искусстве и литературе
С распространением в европейском искусстве романтизма и историзма, на рубеже XVIII—XIX веков вспыхнула мода на Италию и итальянских натурщиц. Особенно этому способствовал директор римской Академии святого Луки, исторический живописец Винченцо Камуччини, занимавший пост в 1806—1844 годах. В Риме открывались представительства иностранных академий художеств (особенно выделялась Французская академия в Риме), стали появляться иностранные художественные колонии, обслуживавшие в том числе эстетические потребности туристов. Натурщицы-итальянки пользовались большим спросом, изменился их социальный статус, модели выходили замуж за художников-иностранцев, например Фортуната Сегатори из Субьяко, ставшая женой Чарльза Коулмана. К тому времени сложилась определённая специализация: римлянки-горожанки чаще позировали нагими, крестьянки из окрестностей Рима — особенно Альбано — в национальных костюмах. Сложился новый жанр в изобразительном искусстве — портреты итальянок, воплощавших собой руссоистский идеал «естественного человека». По мнению известного искусствоведа Г. Пенсгена, успех Виттории Кальдони объяснялся тем, что в ней «соединились и достигли идеального слияния классическое совершенство черт, девственная чистота и буржуазное приличие».
Р. Джулиани показала роль В. Кальдони в формировании образа Аннунциаты в одноимённой повести Н. В. Гоголя, переделанной позднее в роман «Рим». Хотя Гоголь был знаком с Лапченко, нет никаких свидетельств о его личных встречах с Витторией Кальдони. В первоначальном варианте источником вдохновения писателя был портрет, созданный Францем Людвигом Кателем, причём несколько графических его вариантов, считавшиеся утраченными, были обнаружены в коллекции Эрмитажа в 1990-е годы. Они сохранились в альбоме В. А. Жуковского и могли быть им приобретены во время посещения Италии в 1833 или 1838—1839 годах.
Образ Виттории Кальдони как нарицательный использовал в своей теории искусства Карл фон Румор. В первой главе своих «Итальянских исследований» («Italienische Forschungen», 1827) он насчитал 44 её портрета и пришёл к выводу, что гармония её пропорций и форм превосходит возможности художественного отображения. Эта мысль повторялась во многих текстах и эстетических дискуссиях круга романтиков того времени. Идея фон Румора стала объектом критики Н. Г. Чернышевского в диссертации «Эстетические отношения искусства к действительности», защищённой в Санкт-Петербурге 10 мая 1855 года и изданной в том же году отдельной книгой. Чернышевский опровергал утверждение фон Румора, согласно которому Виттория воплощала в себе идеал совершенной красоты: «Виттория была отдельная красавица, а индивидуум не может
быть абсолютным, этим дело решается».
Образы альбанской крестьянки Кальдони, преломлённые в гоголевской Аннунциате и живописи А. Иванова, так или иначе присутствовали в русской поэзии и прозе вплоть до начала XX века. На Западе большей популярностью пользовался визуальный образ модели, основанный на картинах назарейцев. В этом качестве к ним обращался Пабло Пикассо, создавший в 1953 году портрет В. Кальдони в технике литографии.
В 1980-е годы усилился интерес к роли В. Кальдони в истории искусства, первоначально — в связи с пересмотром взглядов на салонно-академическое искусство. В 1995 году вышла книга Р. Джулиани — специалиста по русско-итальянским культурным связям из римского университета Ла-Сапиенца, которая резко активизировала интерес к В. Кальдони в Италии. В 2006 году она включила главу о В. Кальдони в исследование итальянского периода жизни Н. В. Гоголя, которое через три года было переведено на русский язык. В 2012 году Р. Джулиани опубликовала уточнённую биографию Виттории Кальдони, которая вышла на итальянском и русском языках. В 2006—2009 годах в Германии были защищены диссертации У. Кёльц (Дортмундский университет) и А. Хайткеттер (Гольд) из Мюнстерского университета. В последней судьба В. Кальдони рассматривалась в одном контексте со знаменитыми натурщицами XVIII—XIX веков: Сарой Сиддонс, Эммой Гамильтон и Джейн Моррис. Исследовательницы разошлись в оценках произведений искусства, посвящённых В. Кальдони. В целом жизнь Кальдони-Лапченко до сих пор известна плохо, особенно после переезда в Россию.

## Комментарии
1. ↑  В источниках существуют значительные разногласия о дате кончины В. Кальдони. В диссертации А. Гольд приводится дата «1872»[1], самую позднюю — 1890 год — указывала в своей диссертации У. Кёльц[2]. Р. Джулиани более осторожна при определении года смерти, поскольку начатый в 1885 году фотоальбом семейства Лапченко свидетельствовал, что В. Кальдони была ещё жива. Архивных свидетельств о её кончине не сохранилось[3].
2. ↑  Судя по полицейскому разрешению выехать в Динабург в 1868 году, в России её называли «Виктория Антоновна»[4].
3. ↑  В записи о рождении Виттории стоит фамилия «Кальдоне», что, по-видимому, является ошибкой священника, поскольку фамилии остальных членов семьи значатся как «Кальдони». В некоторых мемуарах современников и итальянских исследованиях приводится диалектная форма — «Кардони»[5].
4. ↑  Одним из таких художников был Иван Шаповалов, который приехал в Рим в 1837 году, через год после получения вольной у своего хозяина П. Н. Капниста. Портрет Виттории Кальдони, исполненный им, датирован 1851 годом, и ныне хранится в Черниговском художественном музее[18].
5. ↑  В 1871—1872 годах он занимал должность сверхштатного преподавателя Николаевской Царскосельской гимназии[49].